# تتكوة (غهرة)
تتکوة (بالفارسية: تتکوه) هي قرية تقع في إيران في قسم غهرة الريفي.